# TREASURE BOX
『TREASURE BOX』（トレジャー・ボックス）は、2013年8月7日にEMIミュージックジャパンより発売された、韓国の歌手グループT-ARAの日本での2枚目のアルバム。

## 概要
前作『Jewelry box』から約1年2か月ぶりのアルバム。前回同様「ダイヤモンド盤」「サファイア盤」「パール盤」の3形態で発売された。「ダイヤモンド盤」は、フォトブック32P付きで、特製トールケースデジパック仕様。「サファイア盤」はオリジナルキーホルダー付きで、着せ替えジャケット仕様。「パール盤」は、Pケース仕様で、先着でソロver.のカレンダー付き。
本作のアルバム・コンセプトは「宝探し」。全13曲中、8曲が日本オリジナル楽曲である。

## 収録曲

### CD
1. 遊んでみる? (Japanese ver.)
2. Sexy Love (Japanese ver.)
3. バニスタ!
4. Deja-vu
5. 初めてのように (Japanese ver.)
6. Sign (ソヨン&アルム)
7. シャボン玉のゆくえ (ボラム&キュリ)
8. Dangerous Love (ウンジョン&ヒョミン&ジヨン)
9. DAY BY DAY (Japanese ver.)
10. Beautiful Sniper
11. TARGET
12. Bye Bye (Japanese ver.)
13. キミは僕の宝物 ～Happy Birthday to you～

### DVD
ダイヤモンド盤
- 「毎日T-ARA」ディレクターズカット版 (total 210分収録予定)

サファイア盤
1. Sexy Love (Japanese ver.) Music Video
2. Sexy Love (Japanese ver.) Music Video Dance ver.
3. DAY BY DAY (Japanese ver.) Music Video
4. バニスタ! Music Video
5. TARGET Music Video